# جون كلارك (شاعر)
جون كلارك (بالإنجليزية: John Clarke)‏ هو شاعر أمريكي، ولد في 1933، وتوفي في 1992.